# 올리비아 홀트
올리비아 홀트(Olivia Holt, 1997년 8월 5일 ~ )는 미국의 배우, 가수이다.

## 출연 작품

### 영화
- 소녀 대 몬스터: 할로윈 소동 (2012, Girl vs. Monster)
- 팅커벨 6: 네버비스트의 전설 (2014) - 애니메이션
- 끝에서 시작되다 (2017, Same Kind of Different as Me)
- 몬스터 하우스 (2017) - 애니메이션
- Class Rank (2017)
- 위시업 (2018)
- 밀리언 달러 트러블 (2019) - 애니메이션
- 토탈리 킬러 (2023)
- 하트 아이즈 (2025)

### 텔레비전
- 키킹 잇 (2011-15)
- 내가 안 했다니까! (2014-15)
- 클록 & 대거 (2018-19)
- 런어웨이즈 (2019)
- 스파이더맨 (2019-20) - 애니메이션

### 뮤지컬
- 시카고 (2023)

## 음반 목록

### EP
- Olivia (2016)
- In My Feelings (2021)
- Dance Like No One's Watching (2021)
- Remix Like You Mean It (2021)